# PRIDE Fighting Championships
PRIDE Fighting Championships (Pride o Pride FC, fundada com a KRS-Pride) fou una empresa japonesa de promoció d'arts marcials mixtes. El seu acte inaugural se'n va celebrar al Tokyo Dome l'11 d'octubre 1997. Pride va celebrar més de seixanta grans actes d'arts marcials mixtes, retransmesos a uns 40 països d'arreu del món. PRIDE era propietat del holding Dream Stage Entertainment (DSE).
Durant els primers deu anys de la seva existència, PRIDE va ser una de les promotores d'MMA més populars del món. Pride va emetre els seus actes a la televisió japonesa de pagament per visió i en directe per a milions d'espectadors al Japó, celebrant grans actes als estadis esportius i arenes, inclòs el rècord d'audiència d'esdeveniments MMA en directe més gran de 91.107 persones al Pride i al K-1, en 2001